# Porcellio dalensi
Porcellio dalensi is een pissebed uit de familie Porcellionidae. De wetenschappelijke naam van de soort is voor het eerst geldig gepubliceerd in 1990 door Caruso & Di Maio.